# Калети (Лодзинське воєводство)
Калети (пол. Kalety) — село в Польщі, у гміні Ґалевиці Верушовського повіту Лодзинського воєводства.
У 1975—1998 роках село належало до Каліського воєводства.